# Arnulfo Talamante
El general Arnulfo Talamante (18??-1911) fue un militar mexicano que participó en la Revolución mexicana. Nacido en Sonora, en 1910 se afilió al movimiento antirreeleccionista de Francisco I. Madero. Tomó las armas en diciembre para combatir al gobierno de Porfirio Díaz, en compañía de su padre, hermano y otros elementos. Reunió a un grupo de hombres para atacar Navojoa, pero fueron rechazados; en su retirada hacia Sahuaripa fue hecho prisionero y fusilado por fuerzas federales bajo mandato del prefecto Chiapa el 29 de enero de 1911; igual suerte corrieron su padre y hermano.